# Hrobka Clam-Martiniců
Hrobka Clam-Martiniců je hrobní kaple v empírovém stylu z roku 1832 ve východní části hřbitova ve Smečně v okrese Kladno. Sloužila jako pohřebiště šlechtického rodu Clam-Martiniců, který vlastnil Smečenský zámek. Hrobka je památkově chráněná jako součást souboru, který tvoří Starý smečenský hřbitov s náhrobky a ohradní zdí. Je v majetku města Smečno a není přístupná.

## Historie

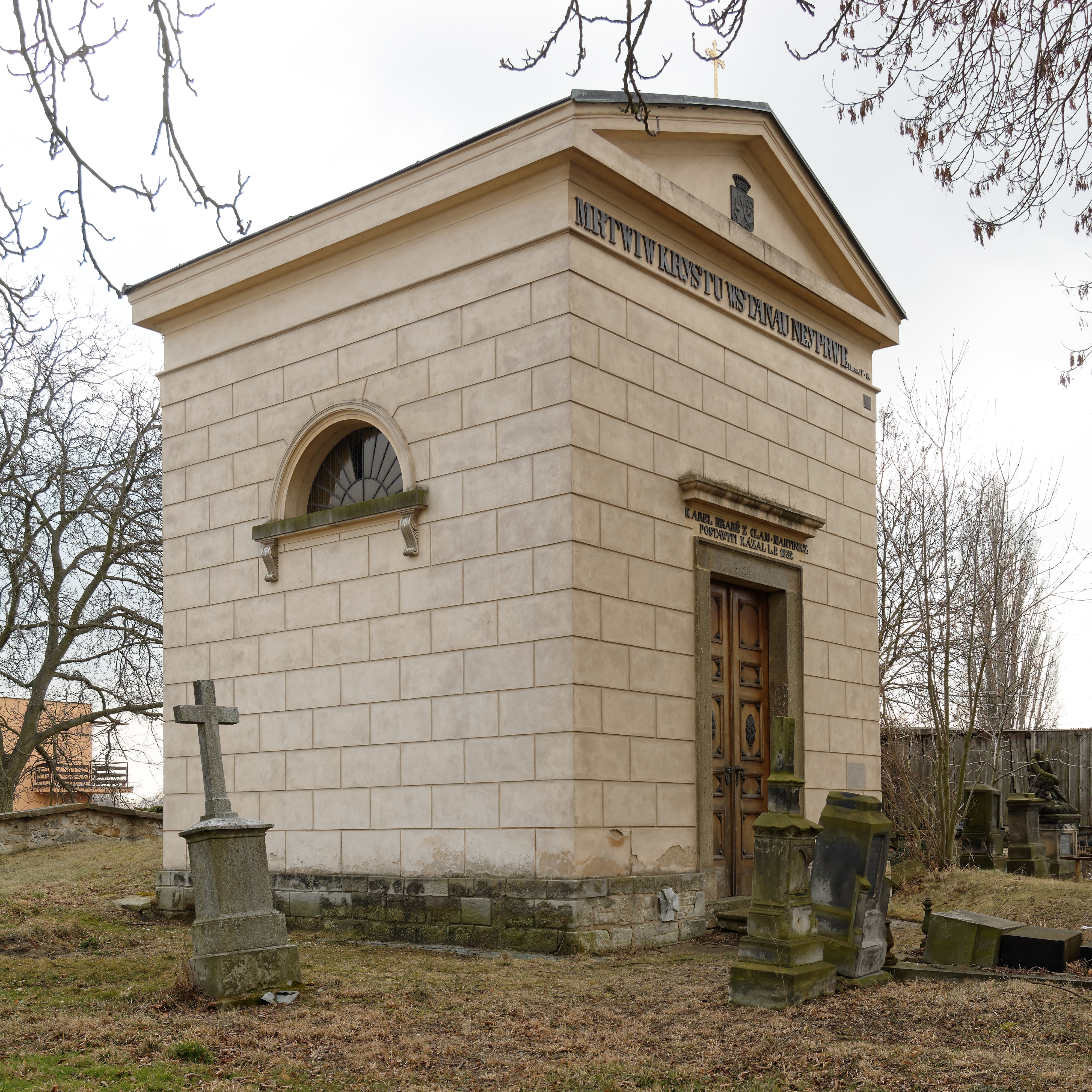
Pohled od severozápadu

Smečno bylo ve vlastnictví českého šlechtického rodu Martiniců od 15. století. V letech 1416–1418 ho koupil Markvart z Martinic. V roce 1789 Martinicové vymřeli po meči smrtí Františka Karla z Martinic z mladší ahníkovské rodové větve. Jedna ze tří jeho dědiček, hraběnka Marie Anna z Martinic (1768–1832), se v roce 1791 provdala za Karla Josefa hraběte z Clamu, svobodného pána z Höchenbergu (1760–1826). Karel Josef získal následující rok souhlas císaře a směl se psát z Clam-Martinic.
Pohřební kapli nechal v roce 1832 (případně v letech 1832–1833 nebo snad v roce 1834) zbudovat jeho syn Karel Jan Clam-Martinic (1792–1840), který byl  od roku 1830 majitelem smečenského panství. Impulsem ke stavbě bylo pravděpodobně úmrtí jeho matky Marie Anny z Martinic v roce 1832. Hrobka byla postavena podle plánů německého stavitele Busseho. V roce 1888 byl její interiér novorenesančně upraven na popud Augusty Clam-Martinicové a jejího švagra  Richarda. K těmto úpravám vedlo úmrtí Jindřicha Jaroslava z Clam-Martinic předchozího roku.
Do konce Rakousko-uherské monarchie byl vlastníkem velkostatku Smečno a tudíž i hrobky Heinrich Clam-Martinic (1863–1932), důvěrník následníka trůnu arcivévody Františka Ferdinanda d´Este (1863–1914), ministr zemědělství Předlitavska (1916) a předseda vlády Předlitavska (1916–1917). Za jeho silně prohabsburský postoj mu byl po první světové válce v letech 1918–1922 nemovitý majetek téměř bez náhrady zkonfiskován a Clam-Martinicové museli opustit Československo. Hrobka poté chátrala.
V letech 1999–2002 byla restaurována.

## Architektura

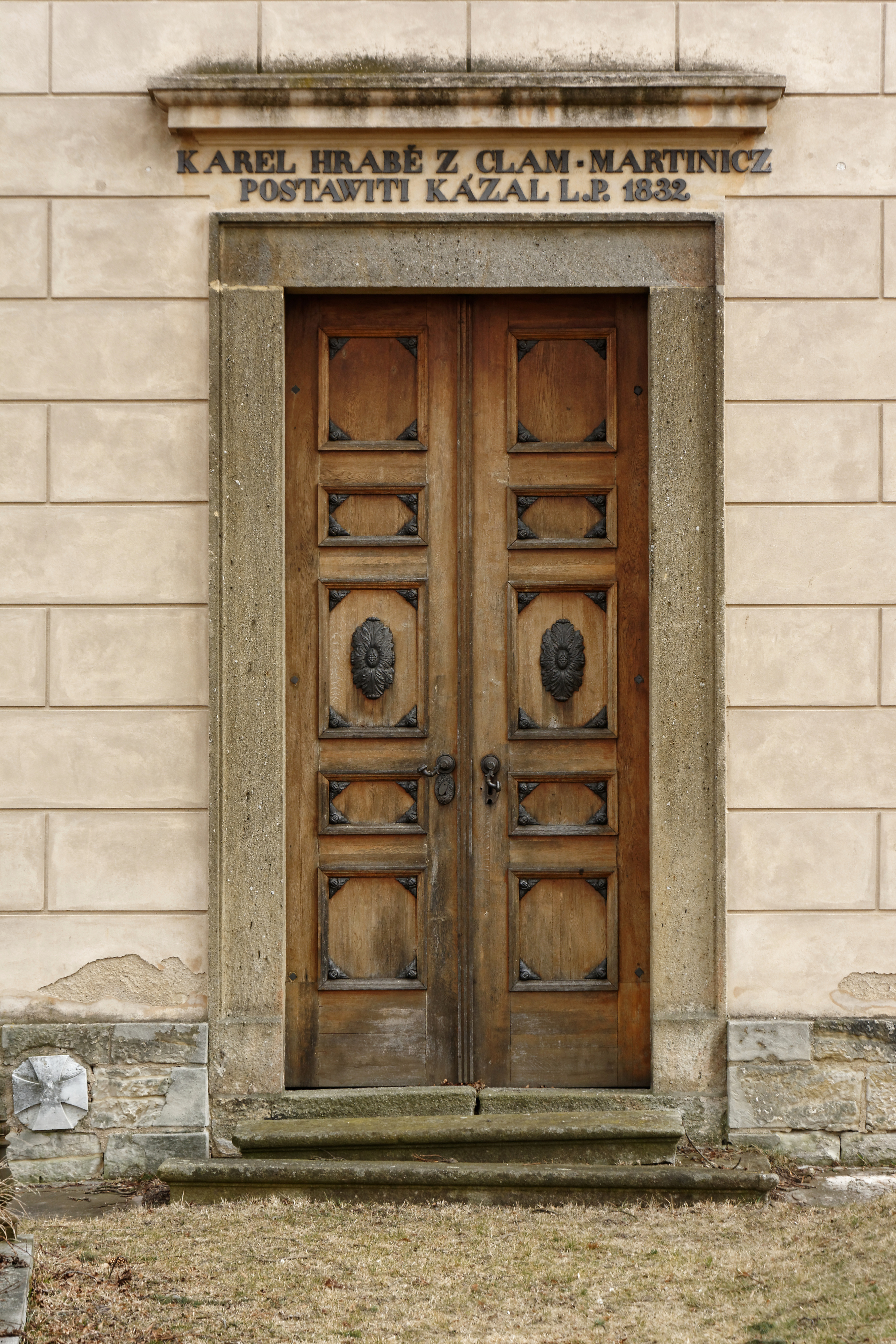
Portál

Hrobka se skládá se ze dvou částí. Horní část hrobky slouží jako kaple a podzemní část, která je v půdorysu mnohem větší, je vlastní pohřebiště. Nadzemní část je jednoduchá hranolová stavba s nízkou sedlovou střechou s trojúhelníkovým štítem s vpadlinovým tympanonem. Zdivo je opatřeno bosáží. Vstupní průčelí se nachází na západní straně, dominuje mu vysoký obdélný portál s pískovcovým ostěním. Nad portálem je nápis z kovových písmen: KAREL HRABĚ Z CLAM-MARTINICZ / POSTAWITI KÁZAL L. P. 1832. Nápis chrání jednoduchá nadpražní římsa. Dvoukřídlé kazetové dveře ve stylu neorenesance zdobí motivy hlaviček andělů a rozet. Stěny obíhá v dolní části sokl z hrubě tesaných kvádrů a v horní části hladký vpadlý pás, na němž je u vstupního průčelí umístěn nápis z velkých kovových písmen: MRTWI W KRYSTU WSTANAU NEYPRVE. Thess. IV.-15. Nad ním je ve středu tympanonu umístěn clam-martinický erb. Dominantou ostatních třech fasád je půlkruhové okno s výrazným okenním parapetem, který nesou dvě volutové konzolky. Na západním průčelí na soklu vlevo je zasazen reliéf s maltézským křížem, vpravo od vchodu je nad soklem zazděna nápisová náhrobní deska J. N. Ossumbora (1825–1863), která má rozměry 48x31 centimetrů. K portálu vedou dva schůdky a po jejich stranách jsou v zemi zasazeny mramorové nápisové desky.

## Interiér
Výzdoba vnitřního prostoru nadzemní části je pojata jednoduše. Vstup do krypty je uzavřen kamennou deskou, která se nachází v podlaze bezprostředně za vchodem. Stěny jsou opatřeny neorenesanční sgrafitovou výmalbou. Ve spodním pásu, který odpovídá výšce soklu, se nachází černošedý geometrický vzor. Za vchodem vlevo je v tomto pásu umístěn nápis OBNOVENO LÉTA PÁNĚ 1999–2002. Stěny jsou členěny pilastry zdobenými rostlinným vlysem. Jejich hlavice vynášejí odstupněnou římsu, v jejímž středu je pás s nápisem: DE PRO / FUNDIS: SUSTINUIT ANIMA MEA IN VERBO. EJUS / SPERAVIT ANIMA MEA IN DOMINO F (S), vrchní část římsy je vynášena konzolkovým vlysem. Nad portálem se nachází nápis v dekorativním rámu: Kaple tato postavena a vyzdobena byla v upomínce na L. P. 1887 zesnulého Jindřicha hraběte z Clam-Martinic jeho vdovou Augustou hraběnkou Clam-Martinic z rodu knížat ze Salm-Reifferscheid a jeho bratrem a nástupcem Richardem z Clam-Martinic 1888. Okna jsou opatřena konzolovými klenáky, plochy kolem nich jsou vyplněny historizujícím květinovým vzorem. Ve cviklech okna čelní stěny nad oltářem jsou provedeny dvě postavy andělů držící polnice a palmové ratolesti. Motiv andělů navazuje na citát nahoře na hlavním průčelí. V nárožích cviklů se také nachází dva menší sloupky ozdobené ornamentem. Výše je vlys s ornamentem hlaviček andílků a věnců, římsa a fabion s geometrizovanými rostlinnými motivy. Strop je plochý, jeho střed tvoří jednoduché štukové zrcadlo v podobě kruhu. Podlahu tvoří kamenné desky.
Na východní straně se nachází mramorová oltářní menza s dekorem kříže, nad oltářem je jednoduchý kříž. Obraz Ukřižovaného, který zde byl původně umístěn, je uložen v depozitáři v Unhošti.

## Seznam pohřbených
V důsledku josefinských reforem bylo zakázáno pohřbívat v kostelech. Původní martinická hrobka byla zřízena uprostřed Starého hřbitova. Její místo dnes zaujímá prostý litinový kříž bez nápisu, který stojí na pískovcovém soklu. Po vybudování nové hrobky do ní byly přeneseny ostatky stavebníkova děda Františka Karla, posledního Martinice, a jeho manželky Marie Josefy ze Šternberka, otce Karla Josefa, dále pak sestry a jeho dvou dětí.
Clam-Martinicové mají také hrobku na Místním hřbitově (Ortsfriedhof) v Klamu v Horních Rakousích, protože od roku 1918 je na hradě Clam jejich hlavní sídlo, a ve Vídni.

### Chronologicky podle data úmrtí (výběr)
V tabulce jsou uvedeny základní informace o pohřbených. Fialově jsou vyznačeni příslušníci rodu Clam-Martiniců, zeleně Martinicové, žlutě jsou vyznačeny manželky přivdané do obou těchto rodin, pokud zde byly pohřbeny. Červeně jsou zvýrazněni majitelé statku Smečno. Generace jsou počítány od Karla Josefa z Clam-Martinic, zakladatele mladší clamovské větve. U manželek je generace v závorce a týká se generace manžela.
Seznam nemusí být kompletní.
| Po-řadí | Gene-race              | Jméno pohřbeného                      | Datum a místo narození                                                  | Otec                                                                                              | Datum a místo sňatku, choť                                                                          | Pohřeb a uložení do hrobky | Poznámky |
| Po-řadí | Gene-race              | Jméno pohřbeného                      | Datum a místo úmrtí                                                     | Matka                                                                                             | Datum a místo sňatku, choť                                                                          | Pohřeb a uložení do hrobky | Poznámky |
| ------- | ---------------------- | ------------------------------------- | ----------------------------------------------------------------------- | ------------------------------------------------------------------------------------------------- | --------------------------------------------------------------------------------------------------- | --- | --- |
| 1.      |                        | František Karel z Martinic            | 6. 9. 1733 Teplice                                                      | Jan Josef Karel Bořita z Martinic 1692 – 23. 10. 1738                                             | Marie Walpurga Buquoy-Longueval 1738–1762                                                           | Ostatky přeneseny ze staré hrobky. | Ultimus familiae. Pocházel z ahníkovské větve, smečenská větev vymřela už v roce 1773 (František Michal z Martinic). |
| 1.      | 29. 11. 1789 Kosmonosy | František Karel z Martinic            | Filipína Markéta z Clary–Aldringenu 1705 – 16. 7. 1758                  | 27. 7. 1766 Praha: Marie Josefa ze Šternberka (č. 2)                                              | | Ostatky přeneseny ze staré hrobky. | Ultimus familiae. Pocházel z ahníkovské větve, smečenská větev vymřela už v roce 1773 (František Michal z Martinic). |
| 2.      |                        | Marie Josefa ze Šternberka            | 20. 11. 1746                                                            | František Adam ze Šternberka 20. 7. 1711 Vídeň – 19. 9. 1789 Žirovnice                            | 27. 7. 1766 Praha: František Karel z Martinic (č. 1)                                                | Ostatky přeneseny ze staré hrobky. | Dáma Řádu hvězdového kříže. Zemřela na "sešlost" ve věku 77 let. Její sestra Marie Anna (1741–1818) se provdala za Františka Michala z Martinic (1704–1773). Porodila 4 děti: František Michal (1767–1783), Marie Anna (1768–1832; č. 7), zbylé dvě dcery se neodožily dospělosti. |
| 2.      | 18. 1. 1823 Smečno     | Marie Josefa ze Šternberka            | Marie Terezie z Waldburg-Zeilu a Trauchburgu 28. 9. 1712 – 14. 10. 1749 |                                                                                                   | 27. 7. 1766 Praha: František Karel z Martinic (č. 1)                                                | Ostatky přeneseny ze staré hrobky. | Dáma Řádu hvězdového kříže. Zemřela na "sešlost" ve věku 77 let. Její sestra Marie Anna (1741–1818) se provdala za Františka Michala z Martinic (1704–1773). Porodila 4 děti: František Michal (1767–1783), Marie Anna (1768–1832; č. 7), zbylé dvě dcery se neodožily dospělosti. |
| 3.      | 2.                     | sestra stavebníka hrobky              | ?                                                                       | Karel Josef z Clam-Martinic (č. 6)                                                                | | Ostatky přeneseny ze staré hrobky. | |
| 3.      | 2.                     | sestra stavebníka hrobky              | ?                                                                       | Marie Anna z Martinic (č. 7)                                                                      | | Ostatky přeneseny ze staré hrobky. | |
| 4.      | 3.                     | Marie z Clam-Martinic                 | ? (mezi 1821–1824)                                                      | Karel Jan z Clam-Martinic (č. 8)                                                                  | | Ostatky přeneseny ze staré hrobky. | Zemřela mladá. V almanachu z roku 1826 není uvedena. |
| 4.      | 3.                     | Marie z Clam-Martinic                 | ?                                                                       | Karolína Selina Meade (č. 9)                                                                      | | Ostatky přeneseny ze staré hrobky. | Zemřela mladá. V almanachu z roku 1826 není uvedena. |
| 5.      | 3.                     | Sidonie Isolda z Clam-Martinic        | 1824                                                                    | Karel Jan z Clam-Martinic (č. 8)                                                                  | | Ostatky přeneseny ze staré hrobky. | Zemřela mladá. V almanachu z roku 1826 je uvedena, v almanachu z roku 1828 už ne. |
| 5.      | 3.                     | Sidonie Isolda z Clam-Martinic        | ?                                                                       | Karolína Selina Meade (č. 9)                                                                      | | Ostatky přeneseny ze staré hrobky. | Zemřela mladá. V almanachu z roku 1826 je uvedena, v almanachu z roku 1828 už ne. |
| 6.      | 1.                     | Karel Josef z Clam-Martinic           | 6. 9. 1760                                                              | Jan Gottlieb Clam 15. 2. 1731 – ?                                                                 | 6. 7. 1791 Břevnov: Marie Anna z Martinic (č. 7)                                                    | Ostatky přeneseny ze staré hrobky. | Zakladatel rodu Clam-Martinic a vladař domu smečenského (1792–1826). Císařský komoří a skutečný tajný rada, nejvyšší zemský komorník Českého království (1820–1824). |
| 6.      | 1.                     | Karel Josef z Clam-Martinic           | 26. 9. 1826                                                             | Karolína Josefa Des Fours du Mont et d´Athienville 29. 10. 1731 Praha – 5. 7. 1793 Praha          | 6. 7. 1791 Břevnov: Marie Anna z Martinic (č. 7)                                                    | Ostatky přeneseny ze staré hrobky. | Zakladatel rodu Clam-Martinic a vladař domu smečenského (1792–1826). Císařský komoří a skutečný tajný rada, nejvyšší zemský komorník Českého království (1820–1824). |
| 7.      | (1.)                   | Marie Anna z Martinic                 | 29. 6. 1768 Praha                                                       | František Karel z Martinic (č. 1)                                                                 | 6. 7. 1791 Břevnov: Karel Josef z Clam-Martinic (č. 6)                                              | Pohřbena ve Smečně 6. 4. 1832. | Ultima familiae, zemřela na zápal plic. Dáma Řádu hvězdového kříže. Majitelka smečenského a slánského panství do roku 1830. Porodila následující děti: 1. Karel Jan (1792–1840; č. 8) 2. Jindřich (1794–1814) 3. Albrecht (1796–1866) 4. Marie Anna, provd. ze Stillfried-Rathenitz (1802–1874) 5. Aloisie (1803–1878), kapitulářka Novoměstského ústavu šlechtičen u sv. Andělů v Praze. |
| 7.      | (1.)                   | Marie Anna z Martinic                 | 1. 4. 1832 Smečno                                                       | Marie Josefa ze Šternberka (č. 2)                                                                 | 6. 7. 1791 Břevnov: Karel Josef z Clam-Martinic (č. 6)                                              | Pohřbena ve Smečně 6. 4. 1832. | Ultima familiae, zemřela na zápal plic. Dáma Řádu hvězdového kříže. Majitelka smečenského a slánského panství do roku 1830. Porodila následující děti: 1. Karel Jan (1792–1840; č. 8) 2. Jindřich (1794–1814) 3. Albrecht (1796–1866) 4. Marie Anna, provd. ze Stillfried-Rathenitz (1802–1874) 5. Aloisie (1803–1878), kapitulářka Novoměstského ústavu šlechtičen u sv. Andělů v Praze. |
| 8.      | 2.                     | Karel Jan z Clam-Martinic             | 23. 5. 1792 Praha                                                       | Karel Josef z Clam-Martinic (č. 6)                                                                | 14. 6. 1821: Karolína Selina Meade (č. 9)                                                           | Ostatky uloženy do hrobky 10. 2. 1840. | Zakladatel hrobky, majitel panství Clam, Außernstein, Arbing a Innerstein v Horních Rakousích, majitel panství Smečno (1830–1840) a vladař domu smečenského (1826–1840). |
| 8.      | 2.                     | Karel Jan z Clam-Martinic             | 29. 1. 1840 Vídeň                                                       | Marie Anna z Martinic (č. 7)                                                                      | 14. 6. 1821: Karolína Selina Meade (č. 9)                                                           | Ostatky uloženy do hrobky 10. 2. 1840. | Zakladatel hrobky, majitel panství Clam, Außernstein, Arbing a Innerstein v Horních Rakousích, majitel panství Smečno (1830–1840) a vladař domu smečenského (1826–1840). |
| 9.      | (2.)                   | Karolína Selina Meade-Guilfort        | 2. 5. 1797                                                              | Richard Meade 10. 5. 1766 – 3. 9. 1805 Vídeň                                                      | 14. 6. 1821: Karel Jan z Clam-Martinic (č. 8)                                                       | Ostatky uloženy do hrobky 2. 9. 1872. | První asistentka Řádu hvězdového kříže a palácová dáma. Porodila následující děti: 1. Marie (?–?; č. 4) 2. Karolína, provd. z Thun-Hohensteinu (1822–1898, pohřbena v hrobce Thun-Hohensteinů v Děčíně-Chrástu a od roku 2007 v kostele Povýšení svatého Kříže v Děčíně), 3. Sidonie (1824–?; č. 5) 4. Jindřich Jaroslav (1826–1872; č. 10), 5. Marie Kristina, provd. z Nostitz-Rienecku (1827–1910) 6. Richard Maria (1832–1891; č. 12) |
| 9.      | (2.)                   | Karolína Selina Meade-Guilfort        | 29. 8. 1872 Rtišovice u Milína                                          | Karolína z Thun-Hohensteinu 10. 5. 1769 – 8. 8. 1800 Vídeň                                        | 14. 6. 1821: Karel Jan z Clam-Martinic (č. 8)                                                       | Ostatky uloženy do hrobky 2. 9. 1872. | První asistentka Řádu hvězdového kříže a palácová dáma. Porodila následující děti: 1. Marie (?–?; č. 4) 2. Karolína, provd. z Thun-Hohensteinu (1822–1898, pohřbena v hrobce Thun-Hohensteinů v Děčíně-Chrástu a od roku 2007 v kostele Povýšení svatého Kříže v Děčíně), 3. Sidonie (1824–?; č. 5) 4. Jindřich Jaroslav (1826–1872; č. 10), 5. Marie Kristina, provd. z Nostitz-Rienecku (1827–1910) 6. Richard Maria (1832–1891; č. 12) |
| 10.     | 3.                     | Jindřich Jaroslav z Clam-Martinic     | 15. 6. 1826 Svätý Jur                                                   | Karel Jan Clam-Martinic (č. 8)                                                                    | 5. 8. 1851: Augusta ze Salm-Reifferscheidt-Raitzu (č. 11)                                           | Zemřel v hotelu U černého koně v ulici Na Příkopě čp. 860 v Praze. Pohřební obřad byl vykonán 7. 6. 1887 v kostele sv. Jindřicha, následující den ostatky uloženy v rodinné hrobce ve Smečně. | Císařský komoří a tajný rada (1859), rytíř Řádu železné koruny 1. třídy, komandér Leopoldova řádu, poslanec Českého zemského sněmu a poslanec Říšské rady, předseda Národního muzea (1861–1887), majitel velkostatku (do roku 1848 panství) Smečno a Slaný v Čechách a Clam, Arbing a Außernstein v Horních Rakousích, vladař domu smečenského (1840–1887). Zemřel na chrlení krve. |
| 10.     | 3.                     | Jindřich Jaroslav z Clam-Martinic     | 5. 6. 1887 Praha-Nové Město                                             | Karolína Selina Meade (č. 9)                                                                      | 5. 8. 1851: Augusta ze Salm-Reifferscheidt-Raitzu (č. 11)                                           | Zemřel v hotelu U černého koně v ulici Na Příkopě čp. 860 v Praze. Pohřební obřad byl vykonán 7. 6. 1887 v kostele sv. Jindřicha, následující den ostatky uloženy v rodinné hrobce ve Smečně. | Císařský komoří a tajný rada (1859), rytíř Řádu železné koruny 1. třídy, komandér Leopoldova řádu, poslanec Českého zemského sněmu a poslanec Říšské rady, předseda Národního muzea (1861–1887), majitel velkostatku (do roku 1848 panství) Smečno a Slaný v Čechách a Clam, Arbing a Außernstein v Horních Rakousích, vladař domu smečenského (1840–1887). Zemřel na chrlení krve. |
| 11.     | (3.)                   | Augusta ze Salm-Reifferscheidt-Raitzu | 5. 11. 1833 Praha                                                       | Hugo Karl Eduard ze Salm-Reifferscheidt-Raitzu 15. 9. 1803 Brno – 18. 4. 1888 Vídeň               | 5. 8. 1851: Jindřich Jaroslav z Clam-Martinic (č. 10)                                               | 22. 6. 1891 ostatky uloženy do hrobky. | Dáma Řádu hvězdového kříže a palácová dáma. Bezdětná. |
| 11.     | (3.)                   | Augusta ze Salm-Reifferscheidt-Raitzu | 19. 6. 1891 (Praha)-Smíchov                                             | Leopoldina ze Salm-Reifferscheidt-Krautheimu 24. 6. 1805 Gerlachsheim – 4. 7. 1878 Brühl bei Wien | 5. 8. 1851: Jindřich Jaroslav z Clam-Martinic (č. 10)                                               | 22. 6. 1891 ostatky uloženy do hrobky. | Dáma Řádu hvězdového kříže a palácová dáma. Bezdětná. |
| 12.     | 3.                     | Richard z Clam-Martinic               | 12. 3. 1832 Svätý Jur nebo Vídeň                                        | Karel Jan z Clam-Martinic (č. 8)                                                                  | 8. 7. 1860 Laxenburg u Vídně: Louisa z Bombellesu 29. 7. 1836 Schönbrunn, Vídeň – 10. 5. 1921 Praha | Do hrobky pohřben 18. 11. 1891. | Císařský komoří (1859), tajný rada (1884), rytíř Řádu zlatého rouna (1891), c. k. plukovník mimo službu, poslanec Českého zemského sněmu, poslanec Říšské rady, doživotní člen rakouské Panské sněmovny (1889–1891). Majitel statku Rtišovice u Milína a Laszko (od 1864), velkostatku Smečno a Slaný v Čechách a Clam, Arbing a Außernstein v Horních Rakousích (1887–1891) a vladař domu smečenského (1887–1891). Narodily se mu 4 děti: 1. Margarethe (1861–1936), 2. Heinrich (1863–1932), dědic, vladař domu smečenského (1891–1918/1932) 3. Gottfried (1864–1935), 4. Marie, provd. Lederer-Trattnern (1871–1946) |
| 12.     | 3.                     | Richard z Clam-Martinic               | 15. 11. 1891 Smečno                                                     | Karolína Selina Meade (č. 9)                                                                      | 8. 7. 1860 Laxenburg u Vídně: Louisa z Bombellesu 29. 7. 1836 Schönbrunn, Vídeň – 10. 5. 1921 Praha | Do hrobky pohřben 18. 11. 1891. | Císařský komoří (1859), tajný rada (1884), rytíř Řádu zlatého rouna (1891), c. k. plukovník mimo službu, poslanec Českého zemského sněmu, poslanec Říšské rady, doživotní člen rakouské Panské sněmovny (1889–1891). Majitel statku Rtišovice u Milína a Laszko (od 1864), velkostatku Smečno a Slaný v Čechách a Clam, Arbing a Außernstein v Horních Rakousích (1887–1891) a vladař domu smečenského (1887–1891). Narodily se mu 4 děti: 1. Margarethe (1861–1936), 2. Heinrich (1863–1932), dědic, vladař domu smečenského (1891–1918/1932) 3. Gottfried (1864–1935), 4. Marie, provd. Lederer-Trattnern (1871–1946) |

### Příbuzenské vztahy pohřbených
Následující schéma znázorňuje příbuzenské vztahy. Červeně orámovaní byli pohřbeni v hrobce, arabské číslice odpovídají pořadí úmrtí podle předchozí tabulky. Modře orámovaný je bezdětný Heinrich Clam-Martinic (1863–1932), předseda vlády Předlitavska (1916–1917) a hlava rodu v letech 1891–1932, který adoptoval svého synovce Georga (1908–2000), syna Gottfrieda Clam-Martinice (1864–1935). Římské číslice představují pořadí manžela nebo manželky, pokud někdo uzavřel sňatek více než jednou. V rodokmenu není umístěna osoba č. 3, protože ji zmiňuje pouze jeden zdroj bez uvedení jejího jména. Vzhledem k účelu schématu se nejedná o kompletní rodokmen Martiniců a Clam-Martiniců.
|                                        |                                        |                                        |                                        |                                        |                                        |                                                 |                                                 | Jan Josef z Martinic 1692–1738                  | Jan Josef z Martinic 1692–1738                  | Jan Josef z Martinic 1692–1738                  | Jan Josef z Martinic 1692–1738                  | Jan Josef z Martinic 1692–1738              | Jan Josef z Martinic 1692–1738              |                                          |                                          |                                          |                                          |                                          |                                          | Filipína z Clary-Aldringenu 1705–1758    | Filipína z Clary-Aldringenu 1705–1758    | Filipína z Clary-Aldringenu 1705–1758 | Filipína z Clary-Aldringenu 1705–1758 | Filipína z Clary-Aldringenu 1705–1758          | Filipína z Clary-Aldringenu 1705–1758          |                                                |                                                |                                                |                                                |                                                |                                                |                                                 |                                                 |                                                 |                                                 |                                                 |                                                 |                                   |                                   |                                                     |                                                     |                                                     |                                                     |                                                     |                                                     |                          |                          |                                             |                                             |                                             |                                             |                                             |                                             |                               |                               |                               |                               |                              |                              |                                   |                                   |                                   |                                   |                                          |                                          |                                          |                                          |                                          |                                          |  |  |                                         |                                         |                                         |                                         |                                         |                                         |  |  |
|                                        |                                        |                                        |                                        |                                        |                                        |                                                 |                                                 | Jan Josef z Martinic 1692–1738                  | Jan Josef z Martinic 1692–1738                  | Jan Josef z Martinic 1692–1738                  | Jan Josef z Martinic 1692–1738                  | Jan Josef z Martinic 1692–1738              | Jan Josef z Martinic 1692–1738              |                                          |                                          |                                          |                                          |                                          |                                          | Filipína z Clary-Aldringenu 1705–1758    | Filipína z Clary-Aldringenu 1705–1758    | Filipína z Clary-Aldringenu 1705–1758 | Filipína z Clary-Aldringenu 1705–1758 | Filipína z Clary-Aldringenu 1705–1758          | Filipína z Clary-Aldringenu 1705–1758          |                                                |                                                |                                                |                                                |                                                |                                                |                                                 |                                                 |                                                 |                                                 |                                                 |                                                 |                                   |                                   |                                                     |                                                     |                                                     |                                                     |                                                     |                                                     |                          |                          |                                             |                                             |                                             |                                             |                                             |                                             |                               |                               |                               |                               |                              |                              |                                   |                                   |                                   |                                   |                                          |                                          |                                          |                                          |                                          |                                          |  |  |                                         |                                         |                                         |                                         |                                         |                                         |  |  |
|                                        |                                        |                                        |                                        |                                        |                                        |                                                 |                                                 |                                                 |                                                 |                                                 |                                                 |                                             |                                             |                                          |                                          |                                          |                                          |                                          |                                          |                                          |                                          |                                       |                                       |                                                |                                                |                                                |                                                |                                                |                                                |                                                |                                                |                                                 |                                                 |                                                 |                                                 |                                                 |                                                 |                                   |                                   |                                                     |                                                     |                                                     |                                                     |                                                     |                                                     |                          |                          |                                             |                                             |                                             |                                             |                                             |                                             |                               |                               |                               |                               |                              |                              |                                   |                                   |                                   |                                   |                                          |                                          |                                          |                                          |                                          |                                          |  |  |                                         |                                         |                                         |                                         |                                         |                                         |  |  |
|                                        |                                        |                                        |                                        |                                        |                                        |                                                 |                                                 |                                                 |                                                 |                                                 |                                                 |                                             |                                             |                                          |                                          |                                          |                                          |                                          |                                          |                                          |                                          |                                       |                                       |                                                |                                                |                                                |                                                |                                                |                                                |                                                |                                                |                                                 |                                                 |                                                 |                                                 |                                                 |                                                 |                                   |                                   |                                                     |                                                     |                                                     |                                                     |                                                     |                                                     |                          |                          |                                             |                                             |                                             |                                             |                                             |                                             |                               |                               |                               |                               |                              |                              |                                   |                                   |                                   |                                   |                                          |                                          |                                          |                                          |                                          |                                          |  |  |                                         |                                         |                                         |                                         |                                         |                                         |  |  |
|                                        |                                        |                                        |                                        |                                        |                                        | I. Marie Walpurga z Buquoy-Longuevalu 1738–1762 | I. Marie Walpurga z Buquoy-Longuevalu 1738–1762 | I. Marie Walpurga z Buquoy-Longuevalu 1738–1762 | I. Marie Walpurga z Buquoy-Longuevalu 1738–1762 | I. Marie Walpurga z Buquoy-Longuevalu 1738–1762 | I. Marie Walpurga z Buquoy-Longuevalu 1738–1762 |                                             |                                             | 1. František Karel z Martinic 1733–1789  | 1. František Karel z Martinic 1733–1789  | 1. František Karel z Martinic 1733–1789  | 1. František Karel z Martinic 1733–1789  | 1. František Karel z Martinic 1733–1789  | 1. František Karel z Martinic 1733–1789  |                                          |                                          |                                       |                                       | 2. II. Marie Josefa ze Šternberka 1746–1823    | 2. II. Marie Josefa ze Šternberka 1746–1823    | 2. II. Marie Josefa ze Šternberka 1746–1823    | 2. II. Marie Josefa ze Šternberka 1746–1823    | 2. II. Marie Josefa ze Šternberka 1746–1823    | 2. II. Marie Josefa ze Šternberka 1746–1823    |                                                |                                                |                                                 |                                                 |                                                 |                                                 |                                                 |                                                 |                                   |                                   |                                                     |                                                     |                                                     |                                                     |                                                     |                                                     |                          |                          |                                             |                                             |                                             |                                             |                                             |                                             |                               |                               |                               |                               |                              |                              |                                   |                                   |                                   |                                   |                                          |                                          |                                          |                                          |                                          |                                          |  |  |                                         |                                         |                                         |                                         |                                         |                                         |  |  |
|                                        |                                        |                                        |                                        |                                        |                                        | I. Marie Walpurga z Buquoy-Longuevalu 1738–1762 | I. Marie Walpurga z Buquoy-Longuevalu 1738–1762 | I. Marie Walpurga z Buquoy-Longuevalu 1738–1762 | I. Marie Walpurga z Buquoy-Longuevalu 1738–1762 | I. Marie Walpurga z Buquoy-Longuevalu 1738–1762 | I. Marie Walpurga z Buquoy-Longuevalu 1738–1762 |                                             |                                             | 1. František Karel z Martinic 1733–1789  | 1. František Karel z Martinic 1733–1789  | 1. František Karel z Martinic 1733–1789  | 1. František Karel z Martinic 1733–1789  | 1. František Karel z Martinic 1733–1789  | 1. František Karel z Martinic 1733–1789  |                                          |                                          |                                       |                                       | 2. II. Marie Josefa ze Šternberka 1746–1823    | 2. II. Marie Josefa ze Šternberka 1746–1823    | 2. II. Marie Josefa ze Šternberka 1746–1823    | 2. II. Marie Josefa ze Šternberka 1746–1823    | 2. II. Marie Josefa ze Šternberka 1746–1823    | 2. II. Marie Josefa ze Šternberka 1746–1823    |                                                |                                                |                                                 |                                                 |                                                 |                                                 |                                                 |                                                 |                                   |                                   |                                                     |                                                     |                                                     |                                                     |                                                     |                                                     |                          |                          |                                             |                                             |                                             |                                             |                                             |                                             |                               |                               |                               |                               |                              |                              |                                   |                                   |                                   |                                   |                                          |                                          |                                          |                                          |                                          |                                          |  |  |                                         |                                         |                                         |                                         |                                         |                                         |  |  |
|                                        |                                        |                                        |                                        |                                        |                                        |                                                 |                                                 |                                                 |                                                 |                                                 |                                                 |                                             |                                             |                                          |                                          |                                          |                                          |                                          |                                          |                                          |                                          |                                       |                                       |                                                |                                                |                                                |                                                |                                                |                                                |                                                |                                                |                                                 |                                                 |                                                 |                                                 |                                                 |                                                 |                                   |                                   |                                                     |                                                     |                                                     |                                                     |                                                     |                                                     |                          |                          |                                             |                                             |                                             |                                             |                                             |                                             |                               |                               |                               |                               |                              |                              |                                   |                                   |                                   |                                   |                                          |                                          |                                          |                                          |                                          |                                          |  |  |                                         |                                         |                                         |                                         |                                         |                                         |  |  |
|                                        |                                        |                                        |                                        |                                        |                                        |                                                 |                                                 |                                                 |                                                 |                                                 |                                                 |                                             |                                             |                                          |                                          |                                          |                                          |                                          |                                          |                                          |                                          |                                       |                                       |                                                |                                                |                                                |                                                |                                                |                                                |                                                |                                                |                                                 |                                                 |                                                 |                                                 |                                                 |                                                 |                                   |                                   |                                                     |                                                     |                                                     |                                                     |                                                     |                                                     |                          |                          |                                             |                                             |                                             |                                             |                                             |                                             |                               |                               |                               |                               |                              |                              |                                   |                                   |                                   |                                   |                                          |                                          |                                          |                                          |                                          |                                          |  |  |                                         |                                         |                                         |                                         |                                         |                                         |  |  |
|                                        |                                        |                                        |                                        |                                        |                                        |                                                 |                                                 |                                                 |                                                 | 6. Karel Josef z Clam-Martinic 1760–1826        | 6. Karel Josef z Clam-Martinic 1760–1826        | 6. Karel Josef z Clam-Martinic 1760–1826    | 6. Karel Josef z Clam-Martinic 1760–1826    | 6. Karel Josef z Clam-Martinic 1760–1826 | 6. Karel Josef z Clam-Martinic 1760–1826 |                                          |                                          | 7. Marie Anna z Martinic 1768–1832       | 7. Marie Anna z Martinic 1768–1832       | 7. Marie Anna z Martinic 1768–1832       | 7. Marie Anna z Martinic 1768–1832       | 7. Marie Anna z Martinic 1768–1832    | 7. Marie Anna z Martinic 1768–1832    |                                                |                                                | František Michal z Martinic 1767–1783          | František Michal z Martinic 1767–1783          | František Michal z Martinic 1767–1783          | František Michal z Martinic 1767–1783          | František Michal z Martinic 1767–1783          | František Michal z Martinic 1767–1783          |                                                 |                                                 |                                                 |                                                 |                                                 |                                                 |                                   |                                   |                                                     |                                                     |                                                     |                                                     |                                                     |                                                     |                          |                          |                                             |                                             |                                             |                                             |                                             |                                             |                               |                               |                               |                               |                              |                              |                                   |                                   |                                   |                                   |                                          |                                          |                                          |                                          |                                          |                                          |  |  |                                         |                                         |                                         |                                         |                                         |                                         |  |  |
|                                        |                                        |                                        |                                        |                                        |                                        |                                                 |                                                 |                                                 |                                                 | 6. Karel Josef z Clam-Martinic 1760–1826        | 6. Karel Josef z Clam-Martinic 1760–1826        | 6. Karel Josef z Clam-Martinic 1760–1826    | 6. Karel Josef z Clam-Martinic 1760–1826    | 6. Karel Josef z Clam-Martinic 1760–1826 | 6. Karel Josef z Clam-Martinic 1760–1826 |                                          |                                          | 7. Marie Anna z Martinic 1768–1832       | 7. Marie Anna z Martinic 1768–1832       | 7. Marie Anna z Martinic 1768–1832       | 7. Marie Anna z Martinic 1768–1832       | 7. Marie Anna z Martinic 1768–1832    | 7. Marie Anna z Martinic 1768–1832    |                                                |                                                | František Michal z Martinic 1767–1783          | František Michal z Martinic 1767–1783          | František Michal z Martinic 1767–1783          | František Michal z Martinic 1767–1783          | František Michal z Martinic 1767–1783          | František Michal z Martinic 1767–1783          |                                                 |                                                 |                                                 |                                                 |                                                 |                                                 |                                   |                                   |                                                     |                                                     |                                                     |                                                     |                                                     |                                                     |                          |                          |                                             |                                             |                                             |                                             |                                             |                                             |                               |                               |                               |                               |                              |                              |                                   |                                   |                                   |                                   |                                          |                                          |                                          |                                          |                                          |                                          |  |  |                                         |                                         |                                         |                                         |                                         |                                         |  |  |
|                                        |                                        |                                        |                                        |                                        |                                        |                                                 |                                                 |                                                 |                                                 |                                                 |                                                 |                                             |                                             |                                          |                                          |                                          |                                          |                                          |                                          |                                          |                                          |                                       |                                       |                                                |                                                |                                                |                                                |                                                |                                                |                                                |                                                |                                                 |                                                 |                                                 |                                                 |                                                 |                                                 |                                   |                                   |                                                     |                                                     |                                                     |                                                     |                                                     |                                                     |                          |                          |                                             |                                             |                                             |                                             |                                             |                                             |                               |                               |                               |                               |                              |                              |                                   |                                   |                                   |                                   |                                          |                                          |                                          |                                          |                                          |                                          |  |  |                                         |                                         |                                         |                                         |                                         |                                         |  |  |
|                                        |                                        |                                        |                                        |                                        |                                        |                                                 |                                                 |                                                 |                                                 |                                                 |                                                 |                                             |                                             |                                          |                                          |                                          |                                          |                                          |                                          |                                          |                                          |                                       |                                       |                                                |                                                |                                                |                                                |                                                |                                                |                                                |                                                |                                                 |                                                 |                                                 |                                                 |                                                 |                                                 |                                   |                                   |                                                     |                                                     |                                                     |                                                     |                                                     |                                                     |                          |                          |                                             |                                             |                                             |                                             |                                             |                                             |                               |                               |                               |                               |                              |                              |                                   |                                   |                                   |                                   |                                          |                                          |                                          |                                          |                                          |                                          |  |  |                                         |                                         |                                         |                                         |                                         |                                         |  |  |
| 8. Karel Jan z Clam-Martinic 1792–1840 | 8. Karel Jan z Clam-Martinic 1792–1840 | 8. Karel Jan z Clam-Martinic 1792–1840 | 8. Karel Jan z Clam-Martinic 1792–1840 | 8. Karel Jan z Clam-Martinic 1792–1840 | 8. Karel Jan z Clam-Martinic 1792–1840 |                                                 |                                                 | 9. Karolína Selina Meade-Guilfort 1797–1872     | 9. Karolína Selina Meade-Guilfort 1797–1872     | 9. Karolína Selina Meade-Guilfort 1797–1872     | 9. Karolína Selina Meade-Guilfort 1797–1872     | 9. Karolína Selina Meade-Guilfort 1797–1872 | 9. Karolína Selina Meade-Guilfort 1797–1872 |                                          |                                          | Jindřich z Clam-Martinic 1794–1814       | Jindřich z Clam-Martinic 1794–1814       | Jindřich z Clam-Martinic 1794–1814       | Jindřich z Clam-Martinic 1794–1814       | Jindřich z Clam-Martinic 1794–1814       | Jindřich z Clam-Martinic 1794–1814       |                                       |                                       | Albrecht Jan Leopold z Clam-Martinic 1796–1866 | Albrecht Jan Leopold z Clam-Martinic 1796–1866 | Albrecht Jan Leopold z Clam-Martinic 1796–1866 | Albrecht Jan Leopold z Clam-Martinic 1796–1866 | Albrecht Jan Leopold z Clam-Martinic 1796–1866 | Albrecht Jan Leopold z Clam-Martinic 1796–1866 |                                                |                                                | Marie Anna z Clam-Martinic 1802–1874            | Marie Anna z Clam-Martinic 1802–1874            | Marie Anna z Clam-Martinic 1802–1874            | Marie Anna z Clam-Martinic 1802–1874            | Marie Anna z Clam-Martinic 1802–1874            | Marie Anna z Clam-Martinic 1802–1874            |                                   |                                   | August Vilém ze Stillfried-Rathenic 1806–?          | August Vilém ze Stillfried-Rathenic 1806–?          | August Vilém ze Stillfried-Rathenic 1806–?          | August Vilém ze Stillfried-Rathenic 1806–?          | August Vilém ze Stillfried-Rathenic 1806–?          | August Vilém ze Stillfried-Rathenic 1806–?          |                          |                          | Aloisie z Clam-Martinic 1803–1878           | Aloisie z Clam-Martinic 1803–1878           | Aloisie z Clam-Martinic 1803–1878           | Aloisie z Clam-Martinic 1803–1878           | Aloisie z Clam-Martinic 1803–1878           | Aloisie z Clam-Martinic 1803–1878           |                               |                               |                               |                               |                              |                              |                                   |                                   |                                   |                                   |                                          |                                          |                                          |                                          |                                          |                                          |  |  |                                         |                                         |                                         |                                         |                                         |                                         |  |  |
| 8. Karel Jan z Clam-Martinic 1792–1840 | 8. Karel Jan z Clam-Martinic 1792–1840 | 8. Karel Jan z Clam-Martinic 1792–1840 | 8. Karel Jan z Clam-Martinic 1792–1840 | 8. Karel Jan z Clam-Martinic 1792–1840 | 8. Karel Jan z Clam-Martinic 1792–1840 |                                                 |                                                 | 9. Karolína Selina Meade-Guilfort 1797–1872     | 9. Karolína Selina Meade-Guilfort 1797–1872     | 9. Karolína Selina Meade-Guilfort 1797–1872     | 9. Karolína Selina Meade-Guilfort 1797–1872     | 9. Karolína Selina Meade-Guilfort 1797–1872 | 9. Karolína Selina Meade-Guilfort 1797–1872 |                                          |                                          | Jindřich z Clam-Martinic 1794–1814       | Jindřich z Clam-Martinic 1794–1814       | Jindřich z Clam-Martinic 1794–1814       | Jindřich z Clam-Martinic 1794–1814       | Jindřich z Clam-Martinic 1794–1814       | Jindřich z Clam-Martinic 1794–1814       |                                       |                                       | Albrecht Jan Leopold z Clam-Martinic 1796–1866 | Albrecht Jan Leopold z Clam-Martinic 1796–1866 | Albrecht Jan Leopold z Clam-Martinic 1796–1866 | Albrecht Jan Leopold z Clam-Martinic 1796–1866 | Albrecht Jan Leopold z Clam-Martinic 1796–1866 | Albrecht Jan Leopold z Clam-Martinic 1796–1866 |                                                |                                                | Marie Anna z Clam-Martinic 1802–1874            | Marie Anna z Clam-Martinic 1802–1874            | Marie Anna z Clam-Martinic 1802–1874            | Marie Anna z Clam-Martinic 1802–1874            | Marie Anna z Clam-Martinic 1802–1874            | Marie Anna z Clam-Martinic 1802–1874            |                                   |                                   | August Vilém ze Stillfried-Rathenic 1806–?          | August Vilém ze Stillfried-Rathenic 1806–?          | August Vilém ze Stillfried-Rathenic 1806–?          | August Vilém ze Stillfried-Rathenic 1806–?          | August Vilém ze Stillfried-Rathenic 1806–?          | August Vilém ze Stillfried-Rathenic 1806–?          |                          |                          | Aloisie z Clam-Martinic 1803–1878           | Aloisie z Clam-Martinic 1803–1878           | Aloisie z Clam-Martinic 1803–1878           | Aloisie z Clam-Martinic 1803–1878           | Aloisie z Clam-Martinic 1803–1878           | Aloisie z Clam-Martinic 1803–1878           |                               |                               |                               |                               |                              |                              |                                   |                                   |                                   |                                   |                                          |                                          |                                          |                                          |                                          |                                          |  |  |                                         |                                         |                                         |                                         |                                         |                                         |  |  |
|                                        |                                        |                                        |                                        |                                        |                                        |                                                 |                                                 |                                                 |                                                 |                                                 |                                                 |                                             |                                             |                                          |                                          |                                          |                                          |                                          |                                          |                                          |                                          |                                       |                                       |                                                |                                                |                                                |                                                |                                                |                                                |                                                |                                                |                                                 |                                                 |                                                 |                                                 |                                                 |                                                 |                                   |                                   |                                                     |                                                     |                                                     |                                                     |                                                     |                                                     |                          |                          |                                             |                                             |                                             |                                             |                                             |                                             |                               |                               |                               |                               |                              |                              |                                   |                                   |                                   |                                   |                                          |                                          |                                          |                                          |                                          |                                          |  |  |                                         |                                         |                                         |                                         |                                         |                                         |  |  |
|                                        |                                        |                                        |                                        |                                        |                                        |                                                 |                                                 |                                                 |                                                 |                                                 |                                                 |                                             |                                             |                                          |                                          |                                          |                                          |                                          |                                          |                                          |                                          |                                       |                                       |                                                |                                                |                                                |                                                |                                                |                                                |                                                |                                                |                                                 |                                                 |                                                 |                                                 |                                                 |                                                 |                                   |                                   |                                                     |                                                     |                                                     |                                                     |                                                     |                                                     |                          |                          |                                             |                                             |                                             |                                             |                                             |                                             |                               |                               |                               |                               |                              |                              |                                   |                                   |                                   |                                   |                                          |                                          |                                          |                                          |                                          |                                          |  |  |                                         |                                         |                                         |                                         |                                         |                                         |  |  |
| 4. Marie z Clam-Martinic ?–?           | 4. Marie z Clam-Martinic ?–?           | 4. Marie z Clam-Martinic ?–?           | 4. Marie z Clam-Martinic ?–?           | 4. Marie z Clam-Martinic ?–?           | 4. Marie z Clam-Martinic ?–?           |                                                 |                                                 | Karolína z Clam-Martinic 1822–1898              | Karolína z Clam-Martinic 1822–1898              | Karolína z Clam-Martinic 1822–1898              | Karolína z Clam-Martinic 1822–1898              | Karolína z Clam-Martinic 1822–1898          | Karolína z Clam-Martinic 1822–1898          |                                          |                                          | Leopold Lev z Thun-Hohensteinu 1811–1888 | Leopold Lev z Thun-Hohensteinu 1811–1888 | Leopold Lev z Thun-Hohensteinu 1811–1888 | Leopold Lev z Thun-Hohensteinu 1811–1888 | Leopold Lev z Thun-Hohensteinu 1811–1888 | Leopold Lev z Thun-Hohensteinu 1811–1888 |                                       |                                       | 5. Sidonie Isolda z Clam-Martinic 1824–?       | 5. Sidonie Isolda z Clam-Martinic 1824–?       | 5. Sidonie Isolda z Clam-Martinic 1824–?       | 5. Sidonie Isolda z Clam-Martinic 1824–?       | 5. Sidonie Isolda z Clam-Martinic 1824–?       | 5. Sidonie Isolda z Clam-Martinic 1824–?       |                                                |                                                | 10. Jindřich Jaroslav z Clam-Martinic 1826–1872 | 10. Jindřich Jaroslav z Clam-Martinic 1826–1872 | 10. Jindřich Jaroslav z Clam-Martinic 1826–1872 | 10. Jindřich Jaroslav z Clam-Martinic 1826–1872 | 10. Jindřich Jaroslav z Clam-Martinic 1826–1872 | 10. Jindřich Jaroslav z Clam-Martinic 1826–1872 |                                   |                                   | 11. Augusta ze Salm-Reifferscheidt-Raitzu 1833–1891 | 11. Augusta ze Salm-Reifferscheidt-Raitzu 1833–1891 | 11. Augusta ze Salm-Reifferscheidt-Raitzu 1833–1891 | 11. Augusta ze Salm-Reifferscheidt-Raitzu 1833–1891 | 11. Augusta ze Salm-Reifferscheidt-Raitzu 1833–1891 | 11. Augusta ze Salm-Reifferscheidt-Raitzu 1833–1891 |                          |                          | 12. Richard Maria z Clam-Martinic 1832–1891 | 12. Richard Maria z Clam-Martinic 1832–1891 | 12. Richard Maria z Clam-Martinic 1832–1891 | 12. Richard Maria z Clam-Martinic 1832–1891 | 12. Richard Maria z Clam-Martinic 1832–1891 | 12. Richard Maria z Clam-Martinic 1832–1891 |                               |                               | Luisa z Bombellesu 1836–1921  | Luisa z Bombellesu 1836–1921  | Luisa z Bombellesu 1836–1921 | Luisa z Bombellesu 1836–1921 | Luisa z Bombellesu 1836–1921      | Luisa z Bombellesu 1836–1921      |                                   |                                   | Marie Kristýna z Clam-Martinic 1827–1910 | Marie Kristýna z Clam-Martinic 1827–1910 | Marie Kristýna z Clam-Martinic 1827–1910 | Marie Kristýna z Clam-Martinic 1827–1910 | Marie Kristýna z Clam-Martinic 1827–1910 | Marie Kristýna z Clam-Martinic 1827–1910 |  |  | Hugo Maria z Nostitz-Rienecku 1814–1884 | Hugo Maria z Nostitz-Rienecku 1814–1884 | Hugo Maria z Nostitz-Rienecku 1814–1884 | Hugo Maria z Nostitz-Rienecku 1814–1884 | Hugo Maria z Nostitz-Rienecku 1814–1884 | Hugo Maria z Nostitz-Rienecku 1814–1884 |  |  |
| 4. Marie z Clam-Martinic ?–?           | 4. Marie z Clam-Martinic ?–?           | 4. Marie z Clam-Martinic ?–?           | 4. Marie z Clam-Martinic ?–?           | 4. Marie z Clam-Martinic ?–?           | 4. Marie z Clam-Martinic ?–?           |                                                 |                                                 | Karolína z Clam-Martinic 1822–1898              | Karolína z Clam-Martinic 1822–1898              | Karolína z Clam-Martinic 1822–1898              | Karolína z Clam-Martinic 1822–1898              | Karolína z Clam-Martinic 1822–1898          | Karolína z Clam-Martinic 1822–1898          |                                          |                                          | Leopold Lev z Thun-Hohensteinu 1811–1888 | Leopold Lev z Thun-Hohensteinu 1811–1888 | Leopold Lev z Thun-Hohensteinu 1811–1888 | Leopold Lev z Thun-Hohensteinu 1811–1888 | Leopold Lev z Thun-Hohensteinu 1811–1888 | Leopold Lev z Thun-Hohensteinu 1811–1888 |                                       |                                       | 5. Sidonie Isolda z Clam-Martinic 1824–?       | 5. Sidonie Isolda z Clam-Martinic 1824–?       | 5. Sidonie Isolda z Clam-Martinic 1824–?       | 5. Sidonie Isolda z Clam-Martinic 1824–?       | 5. Sidonie Isolda z Clam-Martinic 1824–?       | 5. Sidonie Isolda z Clam-Martinic 1824–?       |                                                |                                                | 10. Jindřich Jaroslav z Clam-Martinic 1826–1872 | 10. Jindřich Jaroslav z Clam-Martinic 1826–1872 | 10. Jindřich Jaroslav z Clam-Martinic 1826–1872 | 10. Jindřich Jaroslav z Clam-Martinic 1826–1872 | 10. Jindřich Jaroslav z Clam-Martinic 1826–1872 | 10. Jindřich Jaroslav z Clam-Martinic 1826–1872 |                                   |                                   | 11. Augusta ze Salm-Reifferscheidt-Raitzu 1833–1891 | 11. Augusta ze Salm-Reifferscheidt-Raitzu 1833–1891 | 11. Augusta ze Salm-Reifferscheidt-Raitzu 1833–1891 | 11. Augusta ze Salm-Reifferscheidt-Raitzu 1833–1891 | 11. Augusta ze Salm-Reifferscheidt-Raitzu 1833–1891 | 11. Augusta ze Salm-Reifferscheidt-Raitzu 1833–1891 |                          |                          | 12. Richard Maria z Clam-Martinic 1832–1891 | 12. Richard Maria z Clam-Martinic 1832–1891 | 12. Richard Maria z Clam-Martinic 1832–1891 | 12. Richard Maria z Clam-Martinic 1832–1891 | 12. Richard Maria z Clam-Martinic 1832–1891 | 12. Richard Maria z Clam-Martinic 1832–1891 |                               |                               | Luisa z Bombellesu 1836–1921  | Luisa z Bombellesu 1836–1921  | Luisa z Bombellesu 1836–1921 | Luisa z Bombellesu 1836–1921 | Luisa z Bombellesu 1836–1921      | Luisa z Bombellesu 1836–1921      |                                   |                                   | Marie Kristýna z Clam-Martinic 1827–1910 | Marie Kristýna z Clam-Martinic 1827–1910 | Marie Kristýna z Clam-Martinic 1827–1910 | Marie Kristýna z Clam-Martinic 1827–1910 | Marie Kristýna z Clam-Martinic 1827–1910 | Marie Kristýna z Clam-Martinic 1827–1910 |  |  | Hugo Maria z Nostitz-Rienecku 1814–1884 | Hugo Maria z Nostitz-Rienecku 1814–1884 | Hugo Maria z Nostitz-Rienecku 1814–1884 | Hugo Maria z Nostitz-Rienecku 1814–1884 | Hugo Maria z Nostitz-Rienecku 1814–1884 | Hugo Maria z Nostitz-Rienecku 1814–1884 |  |  |
|                                        |                                        |                                        |                                        |                                        |                                        |                                                 |                                                 |                                                 |                                                 |                                                 |                                                 |                                             |                                             |                                          |                                          |                                          |                                          |                                          |                                          |                                          |                                          |                                       |                                       |                                                |                                                |                                                |                                                |                                                |                                                |                                                |                                                |                                                 |                                                 |                                                 |                                                 |                                                 |                                                 |                                   |                                   |                                                     |                                                     |                                                     |                                                     |                                                     |                                                     |                          |                          |                                             |                                             |                                             |                                             |                                             |                                             |                               |                               |                               |                               |                              |                              |                                   |                                   |                                   |                                   |                                          |                                          |                                          |                                          |                                          |                                          |  |  |                                         |                                         |                                         |                                         |                                         |                                         |  |  |
|                                        |                                        |                                        |                                        |                                        |                                        |                                                 |                                                 |                                                 |                                                 |                                                 |                                                 |                                             |                                             |                                          |                                          |                                          |                                          |                                          |                                          |                                          |                                          |                                       |                                       |                                                |                                                |                                                |                                                |                                                |                                                |                                                |                                                |                                                 |                                                 |                                                 |                                                 |                                                 |                                                 |                                   |                                   |                                                     |                                                     |                                                     |                                                     |                                                     |                                                     |                          |                          |                                             |                                             |                                             |                                             |                                             |                                             |                               |                               |                               |                               |                              |                              |                                   |                                   |                                   |                                   |                                          |                                          |                                          |                                          |                                          |                                          |  |  |                                         |                                         |                                         |                                         |                                         |                                         |  |  |
|                                        |                                        |                                        |                                        |                                        |                                        |                                                 |                                                 |                                                 |                                                 |                                                 |                                                 | Margarethe Clam-Martinic 1861–1936          | Margarethe Clam-Martinic 1861–1936          | Margarethe Clam-Martinic 1861–1936       | Margarethe Clam-Martinic 1861–1936       | Margarethe Clam-Martinic 1861–1936       | Margarethe Clam-Martinic 1861–1936       |                                          |                                          | Heinrich Clam-Martinic 1863–1932         | Heinrich Clam-Martinic 1863–1932         | Heinrich Clam-Martinic 1863–1932      | Heinrich Clam-Martinic 1863–1932      | Heinrich Clam-Martinic 1863–1932               | Heinrich Clam-Martinic 1863–1932               |                                                |                                                | Anna Maria Franziska Abensperg-Traun 1875–1956 | Anna Maria Franziska Abensperg-Traun 1875–1956 | Anna Maria Franziska Abensperg-Traun 1875–1956 | Anna Maria Franziska Abensperg-Traun 1875–1956 | Anna Maria Franziska Abensperg-Traun 1875–1956  | Anna Maria Franziska Abensperg-Traun 1875–1956  |                                                 |                                                 | Gottfried Clam-Martinic 1864–1935               | Gottfried Clam-Martinic 1864–1935               | Gottfried Clam-Martinic 1864–1935 | Gottfried Clam-Martinic 1864–1935 | Gottfried Clam-Martinic 1864–1935                   | Gottfried Clam-Martinic 1864–1935                   |                                                     |                                                     | Sophie Stockau 1874–1928                            | Sophie Stockau 1874–1928                            | Sophie Stockau 1874–1928 | Sophie Stockau 1874–1928 | Sophie Stockau 1874–1928                    | Sophie Stockau 1874–1928                    |                                             |                                             | Maria Clam-Martinic 1871–1946               | Maria Clam-Martinic 1871–1946               | Maria Clam-Martinic 1871–1946 | Maria Clam-Martinic 1871–1946 | Maria Clam-Martinic 1871–1946 | Maria Clam-Martinic 1871–1946 |                              |                              | Ernst Lederer-Trattnern 1865–1939 | Ernst Lederer-Trattnern 1865–1939 | Ernst Lederer-Trattnern 1865–1939 | Ernst Lederer-Trattnern 1865–1939 | Ernst Lederer-Trattnern 1865–1939        | Ernst Lederer-Trattnern 1865–1939        |                                          |                                          |                                          |                                          |  |  |                                         |                                         |                                         |                                         |                                         |                                         |  |  |
|                                        |                                        |                                        |                                        |                                        |                                        |                                                 |                                                 |                                                 |                                                 |                                                 |                                                 | Margarethe Clam-Martinic 1861–1936          | Margarethe Clam-Martinic 1861–1936          | Margarethe Clam-Martinic 1861–1936       | Margarethe Clam-Martinic 1861–1936       | Margarethe Clam-Martinic 1861–1936       | Margarethe Clam-Martinic 1861–1936       |                                          |                                          | Heinrich Clam-Martinic 1863–1932         | Heinrich Clam-Martinic 1863–1932         | Heinrich Clam-Martinic 1863–1932      | Heinrich Clam-Martinic 1863–1932      | Heinrich Clam-Martinic 1863–1932               | Heinrich Clam-Martinic 1863–1932               |                                                |                                                | Anna Maria Franziska Abensperg-Traun 1875–1956 | Anna Maria Franziska Abensperg-Traun 1875–1956 | Anna Maria Franziska Abensperg-Traun 1875–1956 | Anna Maria Franziska Abensperg-Traun 1875–1956 | Anna Maria Franziska Abensperg-Traun 1875–1956  | Anna Maria Franziska Abensperg-Traun 1875–1956  |                                                 |                                                 | Gottfried Clam-Martinic 1864–1935               | Gottfried Clam-Martinic 1864–1935               | Gottfried Clam-Martinic 1864–1935 | Gottfried Clam-Martinic 1864–1935 | Gottfried Clam-Martinic 1864–1935                   | Gottfried Clam-Martinic 1864–1935                   |                                                     |                                                     | Sophie Stockau 1874–1928                            | Sophie Stockau 1874–1928                            | Sophie Stockau 1874–1928 | Sophie Stockau 1874–1928 | Sophie Stockau 1874–1928                    | Sophie Stockau 1874–1928                    |                                             |                                             | Maria Clam-Martinic 1871–1946               | Maria Clam-Martinic 1871–1946               | Maria Clam-Martinic 1871–1946 | Maria Clam-Martinic 1871–1946 | Maria Clam-Martinic 1871–1946 | Maria Clam-Martinic 1871–1946 |                              |                              | Ernst Lederer-Trattnern 1865–1939 | Ernst Lederer-Trattnern 1865–1939 | Ernst Lederer-Trattnern 1865–1939 | Ernst Lederer-Trattnern 1865–1939 | Ernst Lederer-Trattnern 1865–1939        | Ernst Lederer-Trattnern 1865–1939        |                                          |                                          |                                          |                                          |  |  |                                         |                                         |                                         |                                         |                                         |                                         |  |  |